# Jonathan Strange et Mr Norrell (série télévisée)
Jonathan Strange et Mr Norrell est une mini-série britannique en sept épisodes de 50 minutes diffusée entre le 17 mai et le 28 juin 2015 sur BBC One. Il s'agit de l'adaptation du roman de même nom, écrit par l'auteur britannique Susanna Clarke.
Cette série est inédite dans tous les pays francophones.

## Fiche technique
- Titre : Jonathan Strange et Mr Norrell
- Titre original : Jonathan Strange & Mr Norrell
- Réalisation : Toby Haynes (en)
- Scénario : Peter Harness (en), d’après Susanna Clarke
- Musique : Benoît Charest et Benoît Groulx
- Montage : Peter Christelis et Philip Kloss
- Producteur : Nick Hirschkorn
- Sociétés de production : Cuba Pictures, Feel Films, BBC America, Screen Yorkshire, Space, Far Moor
- Société de distribution : Endemol
- Chaîne de diffusion originale : BBC One
- Dates de diffusion originale : 17 mai 2015 – 28 juin 2015

## Distribution
- Bertie Carvel : Jonathan Strange
- Eddie Marsan : Gilbert Norrell
- Marc Warren : le Gentleman
- Charlotte Riley : Arabella Strange
- Alice Englert : Lady Emma Pole
- Samuel West : Sir Walter Pole
- Enzo Cilenti : John Childermass
- Paul Kaye : Vinculus
- Edward Hogg : John Segundus
- Ariyon Bakare : Stephen Black
- Vincent Franklin (en) : Christopher Drawlight
- John Heffernan : Henry Lascelles
- Brian Pettifer (en) : Mr Honeyfoot
- Robbie O’Neill : Lucas
- Richard Durden : Lord Liverpool
- Freddie Hogan (en) : Davey
- Claudia Jessie : Mary
- Ronan Vibert : Lord Wellington
- Steve Jackson : Jeremy Johns
- Jamie Parker : Grant (en)
- Phoebe Nicholls : Mrs Wintertowne
- Clive Mantle (en) : Dr Greysteel
- Lucinda Dryzek : Flora Greysteel
- Niall Greig Fulton : le Roi des corbeaux

## Liste des épisodes
1. The Friends of English Magic
2. How Is Lady Pole?
3. The Education of a Magician
4. All the Mirrors of the World
5. Arabella
6. The Black Tower
7. Jonathan Strange & Mr Norrell